# Mauvaise Surprise
Mauvaise Surprise est un tableau réalisé par le peintre français Henri Rousseau en 1901. Cette huile sur toile naïve représente l'attaque d'un ours contre une femme nue tandis qu'un homme armé d'un fusil de chasse fait par ailleurs feu sur la bête. Cette peinture est conservée à la fondation Barnes, à Philadelphie, aux États-Unis.

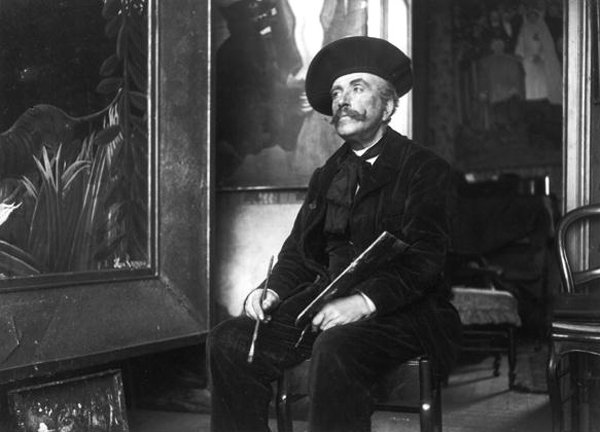
Photographie d'Henri Rousseau avec Éclaireurs attaqués par un tigre, Mauvaise Surprise et La Noce.